# UMfolozi Local Municipality
uMfolozi Local Municipality (englisch uMfolozi Local Municipality, früher Mbonambi Local Municipality) ist eine Lokalgemeinde im Distrikt King Cetshwayo der südafrikanischen Provinz KwaZulu-Natal. Der Verwaltungssitz der Gemeinde befindet sich in KwaMbonambi. Bürgermeister ist Smangaliso Mgenge.
2016 kamen Teile der Gemeinde Ntambanana zu uMfolozi.
Der Name der Gemeinde kommt von der Bezeichnung eines Impis von Shaka.

## Geografie
uMfolozi befindet sich im Osten der Provinz nördlich von Richards Bay. Sie liegt südlich der Gemeinden Big Five Hlabisa und Mtubatuba und dem ehemaligen Umkhanyakude DMA. Die nördliche Grenze der Gemeinde bilden die Flüsse Mfolozi und Msunduzi. Im Süden grenzt die Gemeinde City of uMhlathuze an uMfolozi.
Neben Mfolozi und Msunduzi fließen noch die Flüsse Mavuya, Nsezi und Mvamanzi durch das Gemeindegebiet. Seen sind der Nhlabane Lake im Osten und Teza im Norden.

## Städte und Orte
| - Amalala - Emakwezini - Ematholeni - Enhlabosini - Entobozi - Enxebeni - Fuleni Reserve - Gwabalanda Hlawi | - Holinyoka - KwaGcoba - KwaMbonambi - Mahlahuva - Manembeni - Mfolozane - Mhlana - Ndanyeni | - Nhlabane - Nohaha - Nozambula - Ntshingimpisi - Nxebeni - Nzalabantu - Velabandhla |

## Bevölkerung
2011 hatte die Gemeinde laut Volkszählung 122.889 Einwohner auf einem Gebiet von 1210 Quadratkilometern.

## Wirtschaft
Die Gemeinde besteht zu großen Teilen aus ländlichen Gebieten, die vom Ingonyama Trust verwaltet werden. Allerdings besteht über die Nationalstraße N2, die mitten durch das Gemeindegebiet führt, eine gute Anbindung an Wirtschaftszentren in der Umgebung; zum Beispiel Richards Bay und Empangeni. Außerdem grenzt Mbonambi an den iSimangaliso-Wetland-Park, der viele Touristen anzieht.
Das Owen Sithole College of Agriculture, eine Landwirtschaftsschule, gehört zur Gemeinde.
Bis auf die N2 sind die Straßenbedingungen eher schlecht. Viele Wege sind nicht asphaltiert und somit in der Regenzeit kaum befahrbar. Auch die Wasserversorgung in der Gemeinde ist dürftig.
Die Wirtschaft in uMfolozi stützt sich auf Landwirtschaft, Bergbau und Tourismus. Es wird hauptsächlich Zuckerrohr und Nutzholz angebaut. Die größten Arbeitgeber sind die Firmen Richards Bay Minerals, Mondi, SAFCOL und Sappi. Die Schwierigkeiten in der landwirtschaftlichen Nutzung großer Gebiete liegt in der traditionellen Siedlungsstruktur, die keine großflächige Nutzung des Landes ermöglichen.

## Sehenswürdigkeiten
- Kwambonambi Forest Reserve
- Mapelane-Naturschutzgebiet